# Allophylus rhoidiphyllus
Allophylus rhoidiphyllus là một loài thực vật]] thuộc họ Sapindaceae. Đây là loài đặc hữu của Yemen.